# Kirane Grover Gupta
Née à Mumbai Inde le 25 juillet 1957, Kirane Grover Gupta est un grand chef cuisinier et écrivaine d'origine indienne, naturalisée française.
Elle est l'auteure de la Cuisine Indienne Facile, édition le Dauphin, 2011.
Kirane Grover Gupta, a été formée au palace Centaur (Mumbai) de 1975 à 1977 puis au restaurant Indra Paris (1977-1989). Elle ouvre successivement le Kamal (1989-1992), le Nirvana (1991-), le Kirane's (1995-) et le Mantra Lounge (2005-2009) 
Elle est décorée en septembre 2012 du titre de chevalier des Arts et des Lettres par le ministère de la Culture et de la Communication au titre de sa contribution à la popularisation de la cuisine indienne en France.
Elle est l'invitée d'émissions radio et télé consacrées à l'Inde et à la cuisine indienne (TF1, Direct 8, France 2) 

## Distinctions
- Chevalier de l'ordre des Arts et des Lettres (2012)